# Snijraam (architectuur)

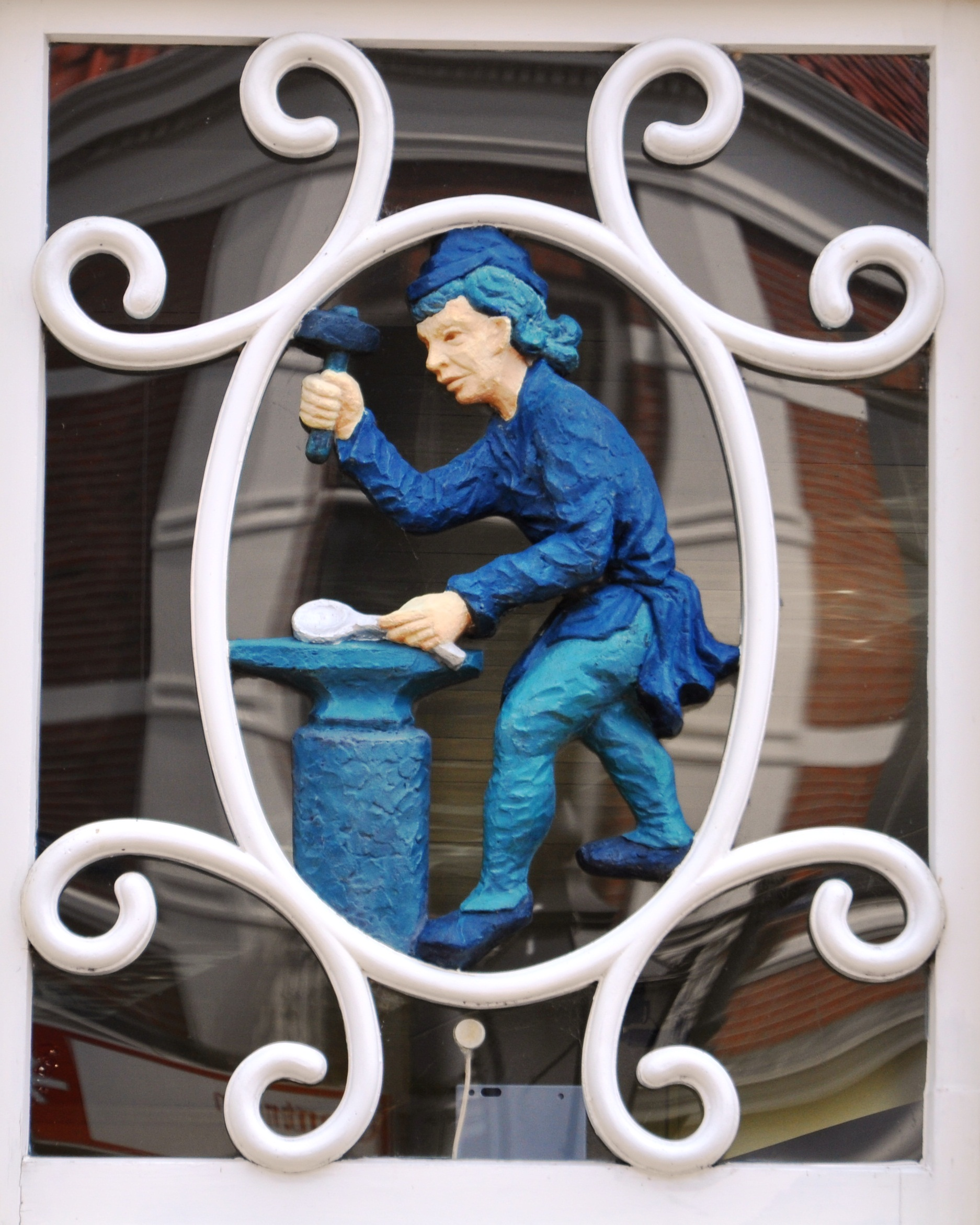
Snijraam met zilversmid in Schoonhoven

Een snijraam is een versiering die in het bovenlicht van een deur wordt aangebracht.
Deze versiering is gewoonlijk een raam van beschilderd houtsnijwerk, en kan abstract-geometrisch zijn, bijvoorbeeld met motieven in rococo of in een der Lodewijkstijlen. Daarnaast komen figuratieve motieven voor.